# Kulmain
Kulmain – miejscowość i gmina w Niemczech, w kraju związkowym Bawaria, w rejencji Górny Palatynat, w regionie Oberpfalz-Nord, w powiecie Tirschenreuth. Leży około 32 km na zachód od Tirschenreuth.
1 stycznia 2017 do gminy przyłączono 3,37 km² pochodzące z dzień wcześniej rozwiązanego obszaru wolnego administracyjnie Lenauer Forst. Następnie 0,02 km² z terenu gminy przyłączono do gminy Immenreuth, a 0,04 km² przyłączono do gminy Brand.

## Dzielnice
W skład gminy wchodzą następujące dzielnice: Aign, Altensteinreuth, Armesberg, Babilon, Erdenweis, Frankenreuth, Hofstetten, Kulmain, Lenau, Neugrünberg, Oberbruck, Oberwappenöst, Ölbrunn, Rothenhof, Unterwappenöst, Witzlasreuth, Wunschenberg, Ziegelhütte i Zinst.